# Galapa
Galapa är ett släkte av spindlar. Galapa ingår i familjen dallerspindlar.
Kladogram enligt Catalogue of Life:
| Galapa | \| \| Galapa baerti \| \| \| \| \| \| Galapa bella \| \| \| \| |
|        | \| \| Galapa baerti \| \| \| \| \| \| Galapa bella \| \| \| \| |
|        | Galapa baerti                                                  |
|        |                                                                |
|        | Galapa bella                                                   |
|        |                                                                |